# Premi Platino a la millor direcció de fotografia
El Premi Platino a la millor direcció de fotografia és lliurat anualment, des de la segona edició dels premis en 2015, per la Entitat de Gestió de Drets dels Productors Audiovisuals (EGEDA), la Federació Iberoamericana de Productors Cinematogràfics i Audiovisuals (FIPCA) i les acadèmies de cinema iberoamericanes. Poden optar a aquesta categoria els "directors encarregats del règim o la direcció de totes les imatges obtingudes fotogràficament".

## Guanyadores i finalistes
Indica la pel·lícula guanyadora en cada edició.

### 2010s
| Edició                              | Pel·lícula                | Direcció             | Ref.   |
| ----------------------------------- | ------------------------- | -------------------- | ------ |
| 2015 II edició dels Premis Platino  | La isla mínima            | Álex Catalán         | [ 2 ]  |
| 2015 II edició dels Premis Platino  | Conducta                  | Alejandro Pérez      | [ 3 ]  |
| 2015 II edició dels Premis Platino  | Mr. Kaplan                | Álvaro Gutiérrez     | [ 3 ]  |
| 2015 II edició dels Premis Platino  | Pelo malo                 | Micaela Cajahuaringa | [ 3 ]  |
| 2015 II edició dels Premis Platino  | Relatos salvajes          | Javier Juliá         | [ 3 ]  |
| 2016 III edició dels Premis Platino | El abrazo de la serpiente | David Gallego        | [ 4 ]  |
| 2016 III edició dels Premis Platino | El club                   | Sergio Armstrong     | [ 5 ]  |
| 2016 III edició dels Premis Platino | Ixcanul                   | Luis Armando Arteaga | [ 5 ]  |
| 2016 III edició dels Premis Platino | La memoria del agua       | Arnaldo Rodríguez    | [ 5 ]  |
| 2016 III edició dels Premis Platino | La novia                  | Miguel Ángel Amoedo  | [ 5 ]  |
| 2017 IV edició dels Premis Platino  | Un monstre em ve a veure  | Óscar Faura          | [ 6 ]  |
| 2017 IV edició dels Premis Platino  | Boi Neon                  | Diego García         | [ 7 ]  |
| 2017 IV edició dels Premis Platino  | Cartas da Guerra          | João Ribeiro         | [ 7 ]  |
| 2017 IV edició dels Premis Platino  | La luz incidente          | Guillermo Nieto      | [ 7 ]  |
| 2017 IV edició dels Premis Platino  | Las elegidas              | Carolina Costa       | [ 7 ]  |
| 2018 V edició dels Premis Platino   | Zama                      | Rui Poças            | [ 8 ]  |
| 2018 V edició dels Premis Platino   | La cordillera             | Javier Juliá         | [ 9 ]  |
| 2018 V edició dels Premis Platino   | Últimos días en La Habana | Raúl Peréz Ureta     | [ 9 ]  |
| 2018 V edició dels Premis Platino   | Una mujer fantástica      | Benjamín Echazarreta | [ 9 ]  |
| 2018 V edició dels Premis Platino   | Estiu 1993                | Santiago Racaj       | [ 9 ]  |
| 2019 VI edició dels Premis Platino  | Roma                      | Alfonso Cuarón       | [ 10 ] |
| 2019 VI edició dels Premis Platino  | La noche de 12 años       | Carlos Catalán       | [ 11 ] |
| 2019 VI edició dels Premis Platino  | Las herederas             | Luis Armando Arteaga | [ 11 ] |
| 2019 VI edició dels Premis Platino  | Pájaros de verano         | David Gallego        | [ 11 ] |

### 2020s
| Edició                               | Pel·lícula              | Direcció             | Ref.   |
| ------------------------------------ | ----------------------- | -------------------- | ------ |
| 2020 VII edició dels Premis Platino  | Monos                   | Jasper Wolf          | [ 12 ] |
| 2020 VII edició dels Premis Platino  | La trinchera infinita   | Javier Agirre Erauso | [ 13 ] |
| 2020 VII edició dels Premis Platino  | Las niñas bien          | Daniela Ludlow       | [ 13 ] |
| 2020 VII edició dels Premis Platino  | Mientras dure la guerra | Álex Catalán         | [ 13 ] |
| 2021 VIII edició dels Premis Platino | La Llorona              | Nicolás Wong         | [ 14 ] |
| 2021 VIII edició dels Premis Platino | Akelarre                | Javier Agirre Erauso |        |
| 2021 VIII edició dels Premis Platino | Las niñas               | Daniel Cajías        |        |
| 2021 VIII edició dels Premis Platino | El olvido que seremos   | Sergio Iván Castaño  |        |
| 2022 IX edició dels Premis Platino   | Mediterráneo            | Kiko de la Rica      | [ 15 ] |
| 2022 IX edició dels Premis Platino   | Memoria                 | Sayombhu Mukdeeprom  | [ 16 ] |
| 2022 IX edició dels Premis Platino   | El buen patrón          | Pau Esteve Birba     | [ 16 ] |
| 2022 IX edició dels Premis Platino   | Clara Sola              | Sophie Winqvist      | [ 16 ] |